# 学校法人千代田学園 (大阪府)
学校法人千代田学園（がっこうほうじんちよだがくえん）は、大阪府河内長野市楠町西に法人本部をおく学校法人。

## 設置する学校
- 大阪千代田短期大学
- 大阪暁光高等学校
- 大阪千代田短期大学附属幼稚園